# Adam Zkt. Eva
Adam Zkt. Eva (Adam zoekt Eva) is een Nederlands televisieprogramma dat werd uitgezonden door RTL 5. De presentatie van het programma lag in handen van Nicolette Kluijver. De eerste aflevering werd uitgezonden op dinsdag 4 maart 2014.
Sinds mei 2017 wordt het programma met bekende Nederlanders uitgezonden en gaat het programma verder onder de naam Adam Zkt. Eva VIPS.

## Format
In dit datingprogramma ontmoeten enkele alleenstaande onbekende kandidaten die op zoek zijn naar een serieuze relatie elkaar voor het eerst naakt op een tropisch eiland. De twee kandidaten leren elkaar kennen terwijl ze eten zoeken, een vuurtje maken en later samen overnachten.
Als de twee kandidaten elkaar een beetje hebben leren kennen, arriveert er op de volgende dag onaangekondigd een derde naakte kandidaat. In sommige afleveringen arriveert er nog een vierde kandidaat, zodat er een even aantal mannen als vrouwen zijn.
Een van de kandidaten, degene die een wedstrijd wint, moet vervolgens kiezen om een van de kandidaten weg te sturen. Degene die niet wordt gekozen moet het eiland als eerste verlaten. De overgebleven kandidaten zien elkaar na hun verblijf op het eiland voor het eerst gekleed, waarna ze moeten beslissen met wie van de twee kandidaten ze verder willen.
Wanneer er geen vierde kandidaat erbij komt wordt een van de kandidaten na twee dagen weg gestuurd en komt het koppel met z'n tweeën voor het eerst gekleed op het eiland waarna ze samen beslissen of ze verder met elkaar willen.

## Adam Zkt. Eva VIPS

### Geschiedenis
In het voorjaar van 2017 werd door RTL bekendgemaakt dat het programma Adam Zkt Eva in een nieuw jasje gestoken zou worden. Op mei 2017 werd groots bekendgemaakt dat het programma diezelfde maand terug zou keren op de televisie maar ditmaal met bekende Nederlanders als deelnemers, het format bleef verder uiteindelijk hetzelfde. Het programma ging vanaf nu verder onder de naam Adam Zkt. Eva VIPS en kreeg veel aandacht in de media.
Nicolette Kluijver keerde niet terug als presentatrice omdat dit niet te combineren viel met haar herstel van een operatie. Dennis Weening nam daarom de presentatie van het programma van haar over.
Begin mei 2018 werd door RTL bekend gemaakt dat Adam Zkt. Eva VIPS terug zou keren voor een tweede seizoen. Dennis Weening verlaat het programma als presentator en geeft het stokje over aan Marieke Elsinga. Dit wordt tevens het eerste seizoen met een homostel, een Adam die op zoek gaat naar een andere Adam.

### Kandidaten

#### Seizoen 1 (2017)
| Nr. | Uitzenddatum | Deelnemer         | Bekend van                                           | Kijkcijfers |
| --- | ------------ | ----------------- | ---------------------------------------------------- | ----------- |
| 1   | 18 mei 2017  | Tony Wyczynski    | Oh Oh Cherso en Oh Oh Tirol                          | 690.000     |
| 2   | 25 mei 2017  | Inge de Bruijn    | Nederlands zwemster                                  | 741.000     |
| 3   | 1 juni 2017  | Curt Fortin       | Acteur onder andere in Malaika                       | 399.000     |
| 4   | 8 juni 2017  | Chaira Borderslee | Actrice onder andere in Goede tijden, slechte tijden | 449.000     |
| 5   | 15 juni 2017 | Cassius Verbond   | zanger van B-Brave                                   | 453.000     |
| 6   | 22 juni 2017 | Kasia Dolkowska   | Keeping up with the Balkjes                          | 390.000     |

#### Seizoen 2 (2018)
| Nr. | Uitzenddatum      | Deelnemer      | Bekend van                                | Kijkcijfers |
| --- | ----------------- | -------------- | ----------------------------------------- | ----------- |
| 1   | 5 september 2018  | Joshua Feytons | Temptation Island 2018                    | 407.000     |
| 2   | 12 september 2018 | Jeffrey Wammes | Nederlands turner                         | 271.000     |
| 3   | 19 september 2018 | Beau Hesling   | Model en playmate                         | 374.000     |
| 4   | 26 september 2018 | Jeroen Post    | Zanger en dj bekend van TMF               | 344.000     |
| 5   | 3 oktober 2018    | Eric Dikeb     | Après-ski-artiest en dj                   | 326.000     |
| 6   | 10 oktober 2018   | Dewi Pechler   | Zangeres onder andere bekend van Popstars | 334.000     |